# 徐桓
徐桓（1554年—？），字國武，號龍環，浙江紹興府會稽縣民籍山陰縣人，明朝政治人物。

## 生平
萬曆四年丙子科浙江鄉試第七十名，萬曆八年（1580年）庚辰科會試第一百八十四名，登三甲第三十九名進士。通政司觀政，本年授丹徒知县，十四年行取，选授南京刑科給事中，二十一年升四川参议。

## 家族
曾祖徐鍹；祖父徐恕，曾任壽官；父徐敬，贈知县。嫡母劉氏；生母馮氏。